# Shut Out
«Shut Out» es un sencillo del álbum homónimo de Paul Jabara, con la invitación especial de Donna Summer en las voces. En el álbum, la canción es usada como la primera parte de un medley con otra canción llamada "Heaven is a Disco".
Más tarde Jabara se encargaría de escribir dos de los mayores éxitos de Summer: "Last Dance" y el dueto con Barbra Streisand "No More Tears (Enough Is Enough)".

## Sencillos
- FR 7" sencillo (1977) Casablanca 45.CB.140.303/45 CB 140303[1]

1. «Shut Out» - 3:10
2. «Hungry For Love» - 4:34

- ITA 7" sencillo (1977) Casablanca CA 502[2]

1. «Shut Out» - 3:10
2. «Hungry For Love» - 4:34